# Abarema racemiflora
Abarema racemiflora är en ärtväxtart som först beskrevs av John Donnell Smith, och fick sitt nu gällande namn av Rupert Charles Barneby och James Walter Grimes. Abarema racemiflora ingår i släktet Abarema och familjen ärtväxter. Inga underarter finns listade i Catalogue of Life.